# Фантом Пресс
Фантом Пресс — российское издательство, основанное в 1992 году Аллой Штейнман и одноименным польским издательством. Первыми в России издали детективы Иоанны Хмелевской, в дальнейшем, по мнению обозревателей, твердо закрепились в нише качественной западной прозы в хороших переводах.
В год выпускает 20−30 новых книг, а с учетом допечаток — 50−70.
Первоначально это было российское отделение известного польского издательства Phantom Press, но уже к середине 1990-х польское издательство прекратило существование, и российское унаследовало название и логотип. На первом этапе своей деятельности издательство выпускало в основном иронические детективы Иоанны Хмелевской, чуть позже — иронические и юмористические английские, американские и французские детективы. На рубеже веков издательство существенно расширило сферу своих интересов.
В 2001 году начала выходить серия «Зебра», в которой выпускались книги никому тогда не известных в России современных британских и американских авторов. Издательство позиционировало «Зебру» как серию качественной беллетристики. Именно в серии «Зебра» впервые вышли книги Стивена Фрая, ставшего чрезвычайно популярным в России, романы Джонатана Коу, единственный роман Хью Лори, в те годы почти никому в России неизвестного, а через десятилетие ставшего культовой фигурой. Примерно в этот же период издательство открыло чиклит-серию «Фантики», которая стала основной в жанре романтической комедии. Среди авторов этого направления следует отметить комедии Софи Кинселлы про шопоголика.
В последние годы издательство выпустило несколько мировых бестселлеров, как например, романы «Бегущий за ветром» Халеда Хоссейни и «Прислуга» Кэтрин Стокетт. Выпуская романы-бестселлеры, издательство также продолжает печатать авторов-дебютантов или авторов, в России совершенно незнакомых — так, в 2017 году на русском языке были изданы романы Селесты Инг и Кэтрин Бэннер.
Из последних удач издательства: Колум Маккэнн «И пусть вращается прекрасный мир» (Дублинская премия 2011 года), литературные детективы Джесси Келлермана, образовательно-популярная серия «50 идей, о которых необходимо знать».